# Hoda Barakat
Hoda Barakat (en árabe, هدى بركات, Beirut, 1952) es una escritora libanesa afincada en París cuyas obras se han traducido a varios idiomas.
Nació en el seno de una familia católica maronita en Bisharri y se graduó en literatura francesa en la Universidad libanesa en 1975. Se doctoró en París y decidió volver al Líbano durante la Guerra Civil Libanesa, allí trabajó de maestra, traductora y periodista antes de instalarse definitivamente en París en 1989.

## Obras seleccionadas
- Za’irat (Visitadoras), 1985, primera novela.
- La piedra de la risa, 1990
- Los iluminados, 1993
- El trabajador de las aguas, 1998
- Mi maestro, mi amor, 2007